# Rickenbach, Solothurn
Rickenbach är en ort och kommun i distriktet Olten i kantonen Solothurn, Schweiz. Kommunen har 1 198 invånare (2023).